# Galleria d'arte moderna Aroldo Bonzagni
La Galleria d'arte moderna Aroldo Bonzagni è un museo situato nel Palazzo del Governatore di Cento e dedicato al pittore locale Aroldo Bonzagni.
Voluta da Elva, sorella di Bonzagni, per ricordare il fratello morto trentenne nel 1918, la galleria fu istituita nel 1959.
La collezione museale è incentrata su un nucleo di lavori dello stesso Bonzagni e su una raccolta di opere della pittura figurativa italiana del XX secolo. Fra i molti autori rappresentati vi sono Aldo Carpi, Achille Funi, Sergio Dangelo, Raffaele De Grada, Filippo de Pisis, Giiuseppe Amisani, Lucio Fontana, Umberto Lilloni, Giò Pomodoro, Aligi Sassu, Pio Semeghini, Mario Sironi, Adriano Spilimbergo, Guido Tallone, Renato Vernizzi e Adolfo Wildt.